# Natação nos Jogos Paralímpicos de Verão de 2012 - Revezamento 4x100 m livre 34 pontos feminino
A competição de revezamento 4x100 metros livre feminino da natação nos Jogos Paralímpicos de Verão de 2012 foi disputada no dia 3 de setembro no Centro Aquático de Londres, na capital britânica. 
Participaram desse evento equipes nacionais formadas por quatro nadadoras de diferentes classes. Em uma equipe, a soma da pontuação das 4 nadadores não deve ultrapassar 34 pontos.

## Medalhistas
|  | AUS Austrália                                                  |  | USA Estados Unidos                                      |  | GBR Grã-Bretanha                                                  |
|  | Ellie Cole Maddison Elliott Katherine Downie Jacqueline Freney |  | Susan Beth Scott Victoria Arlen Jessica Long Anna Eames |  | Stephanie Millward Claire Cashmore Susannah Rodgers Louise Watkin |

## Resultados
| Pos.   | Raia | País               | Nadadores                                                                  | Tempo   | Notas            |
| ------ | ---- | ------------------ | -------------------------------------------------------------------------- | ------- | ---------------- |
| Ouro   | 7    | AUS Austrália      | Ellie Cole Maddison Elliott Katherine Downie Jacqueline Freney             | 4:20.39 | Recorde mundial  |
| Prata  | 4    | USA Estados Unidos | Susan Beth Scott Victoria Arlen Jessica Long Anna Eames                    | 4:24.57 |                  |
| Bronze | 5    | GBR Grã-Bretanha   | Stephanie Millward Claire Cashmore Susannah Rodgers Louise Watkin          | 4:24.71 | Recorde europeu  |
| 4      | 3    | ESP Espanha        | Esther Morales Teresa Perales Isabel Yinghua Hernandez Santos Sarai Gascon | 4:35.09 |                  |
| 5      | 2    | CHN China          | Ke Liting Jiang Shengnan Lin Ping Zhang Meng                               | 4:36.23 | Recorde asiático |
| 6      | 6    | RUS Rússia         | Nina Ryabova Oxana Guseva Olesya Vladykina Irina Grazhdanova               | 4:37.31 |                  |
| 7      | 1    | CAN Canadá         | Katarina Roxon Brianna Nelson Morgan Bird Summer Ashley Mortimer           | 4:38.23 |                  |

Legenda
| Recorde mundial      | Recorde mundial (World record)               |                       | Recorde africano                      | Recorde africano (African) |                                           | Q | Classificado por posição (Qualified) |
| Recorde paralímpico  | Recorde paralímpico (Paralympic record)      | Recorde da América    | Recorde da América (Americas)         | q                          | Classificado por melhor tempo (Qualified) |   |                                      |
| Melhor marca do ano  | Melhor marca do ano (World leading)          | Recorde asiático      | Recorde asiático (Asian)              | DNS                        | Não largou (Did not start)                |   |                                      |
| Recorde nacional     | Recorde nacional (National record)           | Recorde europeu       | Recorde europeu (European)            | DNF                        | Não terminou (Did not finish)             |   |                                      |
| Recorde pessoal      | Recorde pessoal do atleta (Personal best)    | Recorde da Oceania    | Recorde da Oceania (Oceania)          | DSQ / DQ                   | Desclassificado (Disqualified)            |   |                                      |
| Recorde da temporada | Recorde da temporada do atleta (Season best) | Recorde sul-americano | Recorde sul-americano (South America) | NM                         | Sem marca (No mark)                       |   |                                      |